# Pedro Tapia
Pedro Tapia, OP (Villoria, março de 1582 - Sevilha, 25 de agosto de 1657) foi um prelado católico romano que serviu como arcebispo de Sevilha de 1652 a 1657, bispo de Córdoba de 1649 a 1652, bispo de Sigüenza de 1644 a 1645 e bispo de Segóvia de 1641 a 1644.